# Simone Osygus
Simone Osygus (* 30. September 1968 in Wuppertal) ist eine ehemalige deutsche Schwimmerin.
Ihre Spezialstrecken waren die kurzen Freistil-Distanzen. Die meisten ihrer Erfolge konnte sie in Staffelwettbewerben erringen. So gewann sie mit den deutschen Freistilstaffeln über 4 × 100 m bei den Olympischen Spielen 1992 in Barcelona und 1996 in Atlanta jeweils die Bronzemedaille. Ihren größten Einzelerfolg erreichte sie 1991 mit dem Gewinn der Europameisterschaft über 50 m Freistil.
Für ihre sportlichen Erfolge wurde sie am 23. Juni 1993 mit dem Silbernen Lorbeerblatt ausgezeichnet.
Osygus startete für die Wasserfreunde Wuppertal und später für die SG Bochum-Wattenscheid.
Osygus studierte Sportwissenschaft an der Deutschen Sporthochschule Köln. Sie ist heute Geschäftsführerin der Schwimmabteilung des SV Bayer Wuppertal.

## Auszeichnungen
- 1990 – Wuppertaler Triangulum in Gold, als bedeutende Nachwuchssportlerin Wuppertals